# Westland Marathon 1996
De Westland Marathon 1996 werd gehouden op zaterdag 13 april 1996. Het was de 27e editie van deze marathon. Start en finish lagen in Naaldwijk. In totaal waren er 252 lopers (inclusief recreatieve lopers).
De wedstrijd bij de mannen werd gewonnen door de Ethiopiër Tadesse Woldemeskle in 2:14.04. Bij de vrouwen waren de rollen ten opzichte van het jaar ervoor omgedraaid: de toen als tweede finishende Belgische Linda Milo was ditmaal het snelste met een finishtijd van 2:37.53, ruim een minuut sneller dan de winnares van 1995, de Roemeense Simona Staicu.

## Uitslagen

### Mannen
| rang   | naam                 | land | tijd    |
| ------ | -------------------- | ---- | ------- |
| Goud   | Tadesse Woldemeskle  | ETH  | 2:14.04 |
| Zilver | Chaham el Maati      | MAR  | 2:14.56 |
| Brons  | Ronny Ligneel        | BEL  | 2:15.48 |
| 4      | Alexander Bourtchev  | BLR  | 2:16.27 |
| 5      | Vladimir Tonchinski  | BLR  | 2:17.39 |
| 6      | Juri Pavlov          | RUS  | 2:19.39 |
| 7      | Cor Saelmans         | BEL  | 2:20.27 |
| 8      | Vladimir Fomin       | RUS  | 2:21.07 |
| 9      | Chris Verbeeck       | BEL  | 2:21.35 |
| 10     | Vjatcheslav Enduskin | RUS  | 2:22.30 |
| 11     | Filip Vanhaecke      | BEL  | 2:23.13 |
| 12     | Adri Hartveld        | NED  | 2:23.52 |
| 13     | Valery Lisov         | RUS  | 2:27.32 |
| 14     | Alexander Vykuzanin  | RUS  | 2:27.58 |
| 15     | Rachid Ibraguimov    | RUS  | 2:33.36 |
| 16     | Luc Wallays          | BEL  | 2:36.20 |
| 17     | Erik Bakker          | NED  | 2:37.31 |
| 18     | Viktor Gurai         | RUS  | 2:37.38 |
| 19     | Eef Kooman           | NED  | 2:37.48 |
| 20     | Marc De Blander      | BEL  | 2:39.12 |

### Vrouwen
| rang   | naam            | land | tijd    |
| ------ | --------------- | ---- | ------- |
| Goud   | Linda Milo      | BEL  | 2:37.53 |
| Zilver | Simona Staicu   | ROU  | 2:39.09 |
| Brons  | Lucia Beijajeva | RUS  | 2:47.41 |

1969 ·
1970 ·
1971 ·
1972 ·
1973 ·
1974 ·
1975 ·
1976 ·
1977 ·
1978 ·
1979 ·
1980 ·
1981 ·
1982 ·
1983 ·
1984 ·
1985 ·
1986 ·
1987 ·
1988 ·
1989 ·
1990 ·
1991 ·
1992 ·
1993 ·
1994 ·
1995 ·
1996 ·
1997 ·
2014